# Hogeschool-Universiteit Brussel
Die Hogeschool-Universiteit Brussel (HUBrussel, dt. Hochschule-Universität Brüssel) war eine katholische Universität mit Sitz in Brüssel. 
Die Universität entstand 2007 aus dem Zusammenschluss der Katholischen Universität Brüssel und den katholischen Hochschulen Brüssels EHSAL, HONIM und VLEKHO. Die Fusion der HUBrussel und KAHO Sint-Lieven in Odisee bedeutete 2013 das Ende der Hogeschool-Universiteit Brussel.